# And I Feel Fine... The Best of the I.R.S. Years 1982–1987
And I Feel Fine… The Best of the I.R.S. Years 1982–1987 je „best of“ album kapely R.E.M., obsahující nahrávky z let u I.R.S. Records. Album bude vydáno 12. září 2006. Speciální edice bude obsahovat dva disky. Související DVD, When the Light Is Mine, vyjde ve stejný den.
And I Feel Fine… vyšlo ve dvou verzích. Standardní obsahovala jeden disk s 21 písněmi z období mezi alby Chronic Town z roku 1982 a Document z 1987. Speciální edice měla dva disky, přičemž na druhém byly obsaženy raritní nahrávky, doposud nevydané písně a další.
Píseň „Bad Day“ se na druhém disku objevuje ve formě nahrávky z roku 1986, která nebyla zařazena na album Lifes Rich Pageant a píseň „All The Right Friends“ je zde ve formě dema.

## Seznam skladeb
Autory jsou Bill Berry, Peter Buck, Mike Mills a Michael Stipe, pokud není uvedeno jinak.
1. „Begin the Begin“ (Lifes Rich Pageant, 1986)
2. „Radio Free Europe“ (Murmur, 1983)
3. „Pretty Persuasion“ (Reckoning, 1984)
4. „Talk About the Passion“ (Murmur, 1983)
5. „(Don't Go Back To) Rockville“ (Reckoning, 1984)
6. „Sitting Still“ (Murmur, 1983)
7. „Gardening at Night“ (Chronic Town, 1982)
8. „7 Chinese Bros.“ (Reckoning, 1984)
9. „So. Central Rain (I'm Sorry)“ (Reckoning, 1984)
10. „Driver 8“ (Fables of the Reconstruction, 1985)
11. „Cant Get There From Here“ (Fables of the Reconstruction, 1985)
12. „Finest Worksong“ (Document, 1987)
13. „Feeling Gravitys Pull“ (Fables of the Reconstruction, 1985)
14. „I Believe“ (Lifes Rich Pageant, 1986)
15. „Life and How To Live It“ (Fables of the Reconstruction, 1985)
16. „Cuyahoga“ (Lifes Rich Pageant, 1986)
17. „The One I Love“ (Document, 1987)
18. „Welcome to the Occupation“ (Document, 1987)
19. „Fall On Me“ (Lifes Rich Pageant, 1986)
20. „Perfect Circle“ (Murmur, 1983)
21. „It's the End of the World as We Know It (And I Feel Fine)“ (Document, 1987)

### Bonusový disk
1. „Pilgrimage“ (Mikeův výběr – Murmur, 1983)
2. „These Days“ (Billův výběr – Lifes Rich Pageant, 1986)
3. „Gardening at Night“ (Pomalejší elektrické demo)
4. „Radio Free Europe“ (Hib-Tone verze)
5. „Sitting Still“ (Hib-Tone verze)
6. „Life and How to Live It“ (Živě z Muziekcentrum Vredenburg, Utrecht, Nizozemsko, 14. září 1987)
7. „Ages of You“ (Žive z The Paradise, Boston, 13. července 1983)
8. „We Walk“ (Živě z The Paradise, Boston 13. července 1983)
9. „1,000,000“ (Živě z The Paradise, Boston 13. července 1983)
10. „Finest Worksong“ (Jiný mix)
11. „Hyena“ (Demo)
12. „Theme from Two Steps Onward“
13. „Superman“ (Gary Zekley, Mitchell Bottler) (Lifes Rich Pageant, 1986)
14. „All the Right Friends“ (Demo)
15. „Mystery to Me“ (Demo)
16. „Just a Touch“ (Živá studiová verze)
17. „Bad Day“ (verze nezařazená na Lifes Rich Pageant, původně nazvaná „PSA“)
18. „King of Birds“ (poslední píseň vyřazená z Best of…)
19. „Swan Swan H“ (Živě a akusticky z Athens, Georgia: Inside Out)
20. „Disturbance at the Heron House“ (Peterův výběr - Document, 1987)
21. „Time After Time (annElise)“ (Michaelův výběr - from Reckoning, 1984)